# Tuuliset tienoot
Tuuliset tienoot är det andra albumet av det finska poprock-bandet Indica, släppt  2005. Det låg totalt 27 veckor på finska top 40 och som högst nummer 12 i februari 2006.

## Låtlista
1. Vuorien Taa
2. Pidä Kädestä
3. Tuuliset Tienoot
4. Lapsuuden Metsä
5. Häkkilintu
6. Varo
7. Niin Tuleni Teen
8. Kummajaisten Joukko
9. Rannalla
10. Viimeinen Tanssi